# سامي شمعون
سامي شمعون (بالإنجليزية: Sami Chamoun)‏ هو لاعب دوري الرغبي أسترالي، ولد في 29 أبريل 1975 في سيدني في أستراليا.